# Сьвентослав (Західнопоморське воєводство)
Сьвентослав (пол. Świętosław, нім. Ludwigshorst) — село в Польщі, у гміні Валч Валецького повіту Західнопоморського воєводства.
Населення — 75 осіб (2011).
У 1975-1998 роках село належало до Пільського воєводства.

## Демографія
Демографічна структура станом на 31 березня 2011 року:
|          | Загалом | Допрацездатний вік | Працездатний вік | Постпрацездатний вік |
| -------- | ------- | ------------------ | ---------------- | -------------------- |
| Чоловіки | 34      | 6                  | 24               | 4                    |
| Жінки    | 41      | 10                 | 23               | 8                    |
| Разом    | 75      | 16                 | 47               | 12                   |